# Wasil Łukjanowicz
Wasil Piatrowicz Łukjanowicz (biał. Васіль Пятровіч Лук’яновіч, ros. Василий Петрович Лукьянович, Wasilij Pietrowicz Łukjanowicz; ur. 17 stycznia 1950 w Leninie) – białoruski polityk, deputowany do Rady Najwyższej Republiki Białorusi XIII kadencji, w latach 1996–2000 deputowany do Izby Reprezentantów Republiki Białorusi I kadencji.

## Życiorys

### Młodość i praca
Urodził się 17 stycznia 1950 roku we wsi Lenin, w rejonie żytkowickim obwodu poleskiego Białoruskiej SRR, ZSRR. W 1979 roku ukończył Wszechzwiązkowy Zaoczny Instytut Prawa, uzyskując wykształcenie prawoznawcy. W latach 1969–1973 służył w szeregach Armii Radzieckiej. Od 1983 roku pracował jako instruktor w Żytkowickim Rejonowym Komitecie Wykonawczym. W 1995 roku był kierownikiem Wydziału Opieki Społecznej Żytkowickiego Rejonowego Komitetu Wykonawczego i członkiem Partii Komunistów Białoruskiej.

### Działalność parlamentarna
W drugiej turze wyborów parlamentarnych 28 maja 1995 roku został wybrany na deputowanego do Rady Najwyższej Republiki Białorusi XIII kadencji z Żytkowickiego Okręgu Wyborczego Nr 94. 9 stycznia 1996 roku został zaprzysiężony na deputowanego. Od 23 stycznia pełnił w Radzie Najwyższej funkcję członka Stałej Komisji ds. Polityki Socjalnej i Pracy. Poparł dokonaną przez prezydenta Alaksandra Łukaszenkę kontrowersyjną i częściowo nieuznaną międzynarodowo zmianę konstytucji. 27 listopada 1996 roku przestał uczestniczyć w pracach Rady Najwyższej i wszedł w skład utworzonej przez prezydenta Izby Reprezentantów Zgromadzenia Narodowego Republiki Białorusi I kadencji. Pełnił w niej funkcję członka Komisji ds. Katastrofy w Czarnobylu, Ekologii i Eksploatacji Przyrody. Zgodnie z Konstytucją Białorusi z 1994 roku jego mandat deputowanego do Rady Najwyższej zakończył się 9 stycznia 2000 roku; kolejne wybory do tego organu jednak nigdy się nie odbyły. Jego kadencja w Izbie Reprezentantów zakończyła się 21 listopada 2000 roku.

## Życie prywatne
Wasil Łukjanowicz jest żonaty. W 1995 roku mieszkał w mieście Żytkowicze.